# Стевић
Стевић је српско презиме, настало од имена Стева или Стево.
Може се односити на:
- Богдан Стевић (1987), српски фудбалер.
- Драгутин Стевић-Ранковић [] (1979), бивши српски фудбалер.
- Душан Стевић (1995), српски фудбалер.
- Иван Стевић (1980), српски друмски бициклиста.
- Мат Стевић [] (1979), судија аустралијског фудбала.
- Мирослав Стевић (1970), бивши српски фудбалер.
- Оливер Стевић (1984), српски кошаркаш.
- Радомир Стевић Рас [] (1931-1982), српски сликар и дизајнер.
- Саша Стевић (1981), српски фудбалер.